# Claude Grosperrin
Pour les articles homonymes, voir Grosperrin.
Claude Grosperrin est un peintre et lithographe français né le 28 novembre 1936 à Charenton-le-Pont (Seine) et mort le 16 juillet 1977 dans le 18e arrondissement de Paris. 
Il vécut à la cité Montmartre-aux-artistes au 189, rue Ordener à Paris.

## Biographie
Né le 26 novembre 1936, Claude Grosperrin est en 1956 l'élève de Maurice Brianchon à l'École nationale supérieure des beaux-arts de Paris, puis fréquente l'École supérieure des arts appliqués Duperré.
Le prix de la Casa de Velázquez qu'il emporte en 1961 lui vaut d'y effectuer un séjour à Madrid de 1961 à 1962 au titre de membre de la 32e promotion.
Il se suicide à Paris le 16 juillet 1977.

## Contributions bibliophiliques
- Horacio Quiroga (traduction d'Anne Boule), Histoires d'animaux, dessins de Claude Grosperrin, Rochefort-du-Gard, Imprimerie AB, 2004.

## Expositions

### Expositions personnelles
- Galerie André Weil, Paris, 1959[4].
- Galerie Saluden, Brest, 1962.
- Galerie André Weil, Paris, juin 1970[5].
- Gemäldegalerie-Abels, Cologne, 1970.
- Claude Grosperrin - Peintures, Van der Straeten Gallery, New York, novembre-décembre 1970[6].
- Claude Grosperrin - Les paddocks de Normandie, scènes équestres, paysages et marines, Eric Galleries, 57th Street, New York, octobre 1974[7].
- Expositions non datées : galerie Charpentier, galerie Durand-Ruel, galerie Berthe Weill.

### Expositions collectives
- Salon de la Jeune Peinture, Paris, de 1955 à 1959[4].
- Salon des indépendants, Paris, de 1957 à 1959[4], 1963[8].
- Maurice Faustino-Lafetat, Jef Friboulet, Claude Grosperrin, Frédéric Menguy, Théâtre du Tertre, Paris, avril 1957.
- Biennale de Paris, 1959, 1961 (Les Dahlias, 1961, huile sur toile, 130 × 195 cm)[9].
- Le cheval dans l'art, Galerie Wildenstein, Londres, 1960.
- Dix ans d'acquisitions du musée d'Art moderne et contemporain, ancienne douane de Strasbourg, mars-avril 1970.
- Salon d'automne, 1960[10].
- Participations non datées : Salon de la Société nationale des beaux-arts, Salon des indépendants (Paris), Salon du Jeu de paume (Versailles).
- Les peintres impressionnistes français contemporains (Claude Grosperrin, Bernardino Toppi…), Meinhard Galleries, Houston (Texas), mai 1981[11].

## Réception critique
- « Dans la variété des thèmes traités, une rare unité de style, grâce sans doute à la qualité de la lumière qui baigne toutes ses compositions […] Claude Grosperrin laisse des paysages où se reconnaît bien l'élève de Brianchon dont il suivit les cours aux Beaux-arts où il entra à 20 ans : une grande force, un rythme puissant animent ses corridas, ses haras, ses champs de courses, ses bords de mer traités dans une gamme de tons volontairement limitée et qui rappellent parfois ceux de Brasilier. » - Gérald Schurr[12]

## Collections publiques

### Allemagne
- Musée Ludwig, Cologne.
- Kunstmuseum Stuttgart.

### États-Unis
- Musée d'art du comté de Los Angeles.
- Musée d'Art moderne de San Francisco.
- Seattle Art Museum, Seattle.
- Musée d'art de l'Université de Syracuse[13] :
  - Bisnis, lithographie ;
  - Montrésor, lithographie.

### France
- Musée des Beaux-Arts d'Angers, Nature morte, huile sur toile 178x195cm, 1963 (dépôt du Centre national des arts plastiques)[4],[8].
- Administration de l'assistance publique, Marseille, Anémones, huile sur toile 130x78cm, vers 1959 (dépôt du Centre national des arts plastiques)[4],[14].
- Musée des Beaux-Arts de Mulhouse.
- Musée d'Art moderne de la ville de Paris.
- département des estampes et de la photographie de la Bibliothèque nationale de France.
- Fonds national d'art contemporain, Puteaux :
  - Haute-Isle, huile sur toile 92x73cm, 1959[15] ;
  - Paysage en Île-de-France, huile sur toile 65x81cm, vers 1960[16] ;
  - Morienval, huile sur toile 73x92cm, vers 1968[17].
- Musée d'Art moderne et contemporain, Strasbourg, Le galop, huile sur toile 65x54cm, 1967[4],[18].
- Les Abattoirs, Toulouse.

## Prix et distinctions
- Prix Farman, 1959.
- Prix de la Casa de Velázquez, 1961[19].
- Médaille d'argent du Salon du Jeu de paume, Versailles.